# 세바스티안 페르스휘런
세바스티안 페르스휘런(Sebastiaan Verschuren, 1988년 10월 7일 ~ )는 네덜란드의 수영 선수이다.